# Гирбасовы

### "Несколько слов о себе - авторе воспоминаний.
Я, Гирбасов Владимир Петрович, сын Петра Гавриловича, внук Гаврилы Фёдоровича и один из многочисленных правнуков елабужского купца Фёдора Прохоровича Гирбасова, родился в 1906 году в г. Дрездене у отца-студента Фрейбергской горной академии. После окончания академии отец работал на Урале, в Бесарабии, Петрограде. Я стал жителем Петрограда в 1920 году.
В семье было, кроме меня, еще трое детей. Отец с матерью разошлись во время революции, и мы воспитывались отцом. Окончил школу я очень рано, в 1922 г., однако с высшим образованием у меня ничего не вышло, так как дважды исключали из институтов за буржуазное происхождение. С 1924 года я начал работать чернорабочим на стройке, затем был чертежником, табельщиком, приемщиком работ, нормировщиком. К 1930 году стал заведующим технико-нормировочным бюро и в течение ряда лет работал в области нормирования труда.
С конца 20-х годов у меня открылся туберкулез легких, унаследованный от матери. Пришлось изменить обстановку и уехать на Крайний Север, за полярный круг. Через несколько лет туберкулез прошел сам собой. Шесть лет я проработал в Мончегорске в роли начальника отдела труда и зарплаты сначала на строительстве, а потом на эксплуатации комбината “Североникель”. Комбинат вступил в строй в 1939 году, а в 1940 г. его передали в ведение НКВД, и я неожиданно оказался в этой системе.
С первых дней войны комбинат был демонтирован и со всем персоналом, со всеми семьями был эвакуирован в г. Норильск. До Красноярска нас везли по железной дороге, а дальше - по Енисею на пароходе до г. Дудинка, а оттуда - по узкоколейке- 110 км до Норильска. Начиная с Дудинки, мы оказались в границах исправительно-трудового норильского лагеря для репрессированных и уголовников, которые были основной рабочей силой. Лагерь был ликвидирован только в 1956 году.
На строительстве и эксплуатации норильского комбината я работал сперва начальником отдела труда и зарплаты, потом - начальником планового отдела, а последние два года (1955-1957) заместителем директора комбината. С 1954 года комбинат из системы МВД был передан в ведение Министерства цветной металлургии. На войне я не был, так как комбинат был оборонным предприятием и очень важным для производства вооружения. В 1957 году я оставил работу на Крайнем Севере и со всем семейством вернулся в Ленинград, где еще проработал более 25 лет в институте “Гипроникель”, после чего вышел на пенсию.
В 1933 г. я женился на Нине Николаевне Демкиной, дочери капитана дальнего плавания. Вместе с ней я учился в музыкальной школе по классу пения. У нас родилось два сына и две дочери: сыновья - архитектор и геолог, дочери инженер строитель и химик. В Норильске мы с женой организовали большой коллектив художественной самодеятельности, включая небольшой симфонический оркестр. Я стал председателем Совета Дома ИТР. Мы с женой систематически выступали в концертах, наше пение нравилось. В условиях отрыва от “Большой земли” культурная деятельность ДИТРа имела большое значение.
В I960 году моя жена скончалась. Через некоторое время я женился на ее двоюродной племяннице Елене Глебовне Раутиан. С ней и нашей дочерью Лидой мы и живем в Ленинграде. Е. Г. Раутиан принимала деятельное участие в составлении этих воспоминаний.
Сегодня 1-е декабря 1986 года. Я давно уже решил писать нечто вроде воспоминаний о своих родных и близких, о жизни их, начиная с обозримых родоначальников и их потомках, вплоть до самых последних поколений. Задача большая и трудная, требующая основательного сбора материалов, так как род Гирбасовых и род Костиных по имеющимся сведениям имеет первых известных представителей с конца 18-го века.
Некоторая работа по сбору сведений о наших прародителей сделана, родословные древа обоих родов составлены благодаря трудам М. В. Серковой и Е. Г. Раутиан довольно подробно. Это позволяет начать и описательную часть этой работы на основании этих родословных, а также на основании воспоминаний и рассказов родных старшего поколения: матери моей С. В. Костиной, ее младшей сестры Надежды Владимировны Белинович (урожденной Костиной), отца моего П. Г. Гирбасова, тетки Е. Г. Гирбасовой, двоюродной сестры М. С. Лаптевой-Поповой и других, более далеких родственников, среди которых в первую очередь следует назвать Александра Павловича Гирбасова.

###### © Владимир Петрович Гирбасов"
https://rod20.ru/girbasov2/index.html
1. ↑  Гирбасов Владимир Петрович. РОД ГИРБАСОВЫХ. rod20.ru. Гирбасов Иван Иванович. Дата обращения: 17 августа 2025.